# Kochanów (województwo małopolskie)

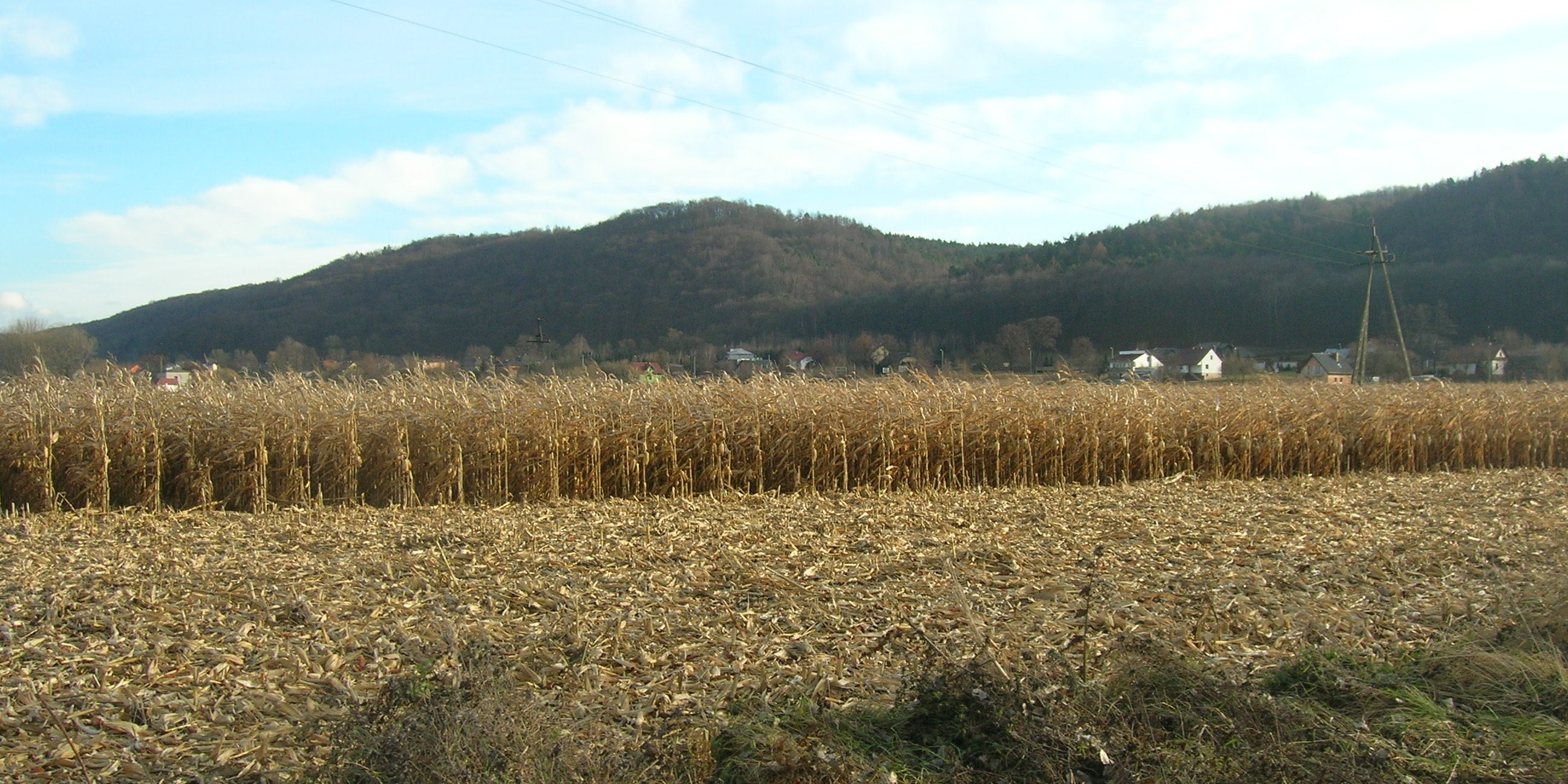
Widok na wieś z północno-zachodniej strony, w tle Las Zabierzowski

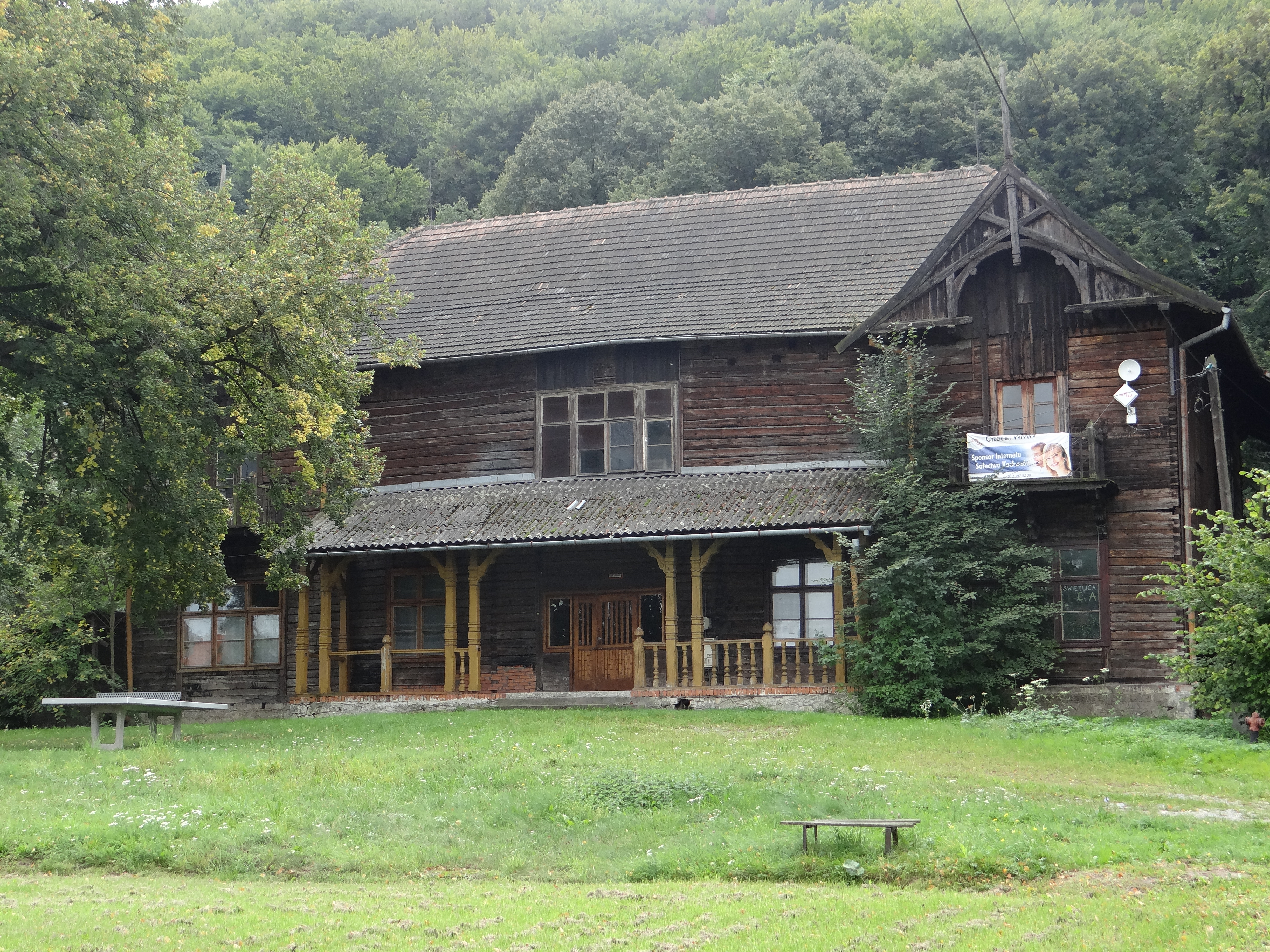
Drewniana willa z 1896 roku.

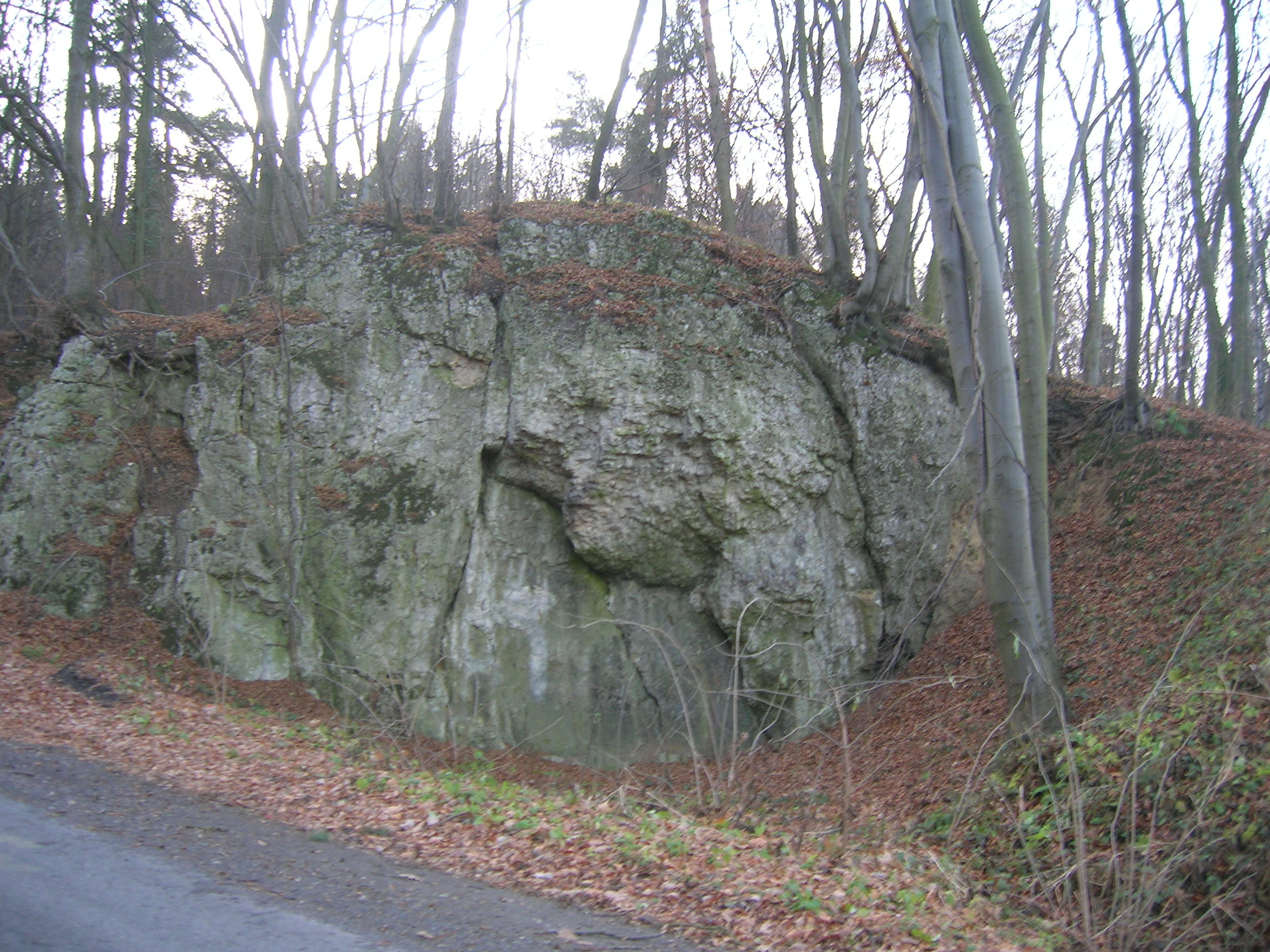
Wąwóz Kochanowski – fragment północny (dolny, przy Kochanowie)

Kochanów – wieś w Polsce położona w województwie małopolskim, w powiecie krakowskim, w gminie Zabierzów.
W roku 2021 we wsi mieszkało 409 osób, z czego 51,6% mieszkańców stanowiły kobiety, a 48,4% mężczyźni
Przez Kochanów przebiega droga krajowa nr 79 (Katowice – Trzebinia – Kraków – Sandomierz – Warszawa), a 1 km na północ linia kolejowa nr 133 Kraków – Katowice.

## Położenie
Wieś leży w Rowie Krzeszowickim. Kochanów był wzmiankowany w 1470, pierwotnie zwany od wzgórza i lasu Podchełmnem, Zachełmnem, Chełmem (nad wsią, po południowo-zachodniej stronie, wznosi się wzgórze Chełm – 379 m n.p.m.), a także Chrosty i Chrósty.
Od północnego zachodu wieś łączy się z przysiółkiem Niegoszowic – Sowiarką, a od wschodu z Zabierzowem. Granicę północną wyznacza rzeka Rudawa przez którą graniczy z Niegoszowicami, a południową Las Zabierzowski i Garb Tenczyński przez które graniczy z Kleszczowem, od zachodu graniczy z Rudawą.

## Historia
Pierwszą wzmiankę o ówczesnej osadzie rycerskiej Chełm rejestruje Jan Długosz w 1470 roku. W 1625 tutejszy folwark na terenie wykarczowanego lasu nosił nazwę Chrósty. Kochanów – nazwa od 1748, pochodząca od ówczesnego właściciela kasztelana Franciszka Ksawerego Kochanowskiego – rozwinął się z niewielkiej osady przy należącej do dóbr aleksandrowickich karczmie. W 1580 r. dziedzic Aleksandrowic Stanisław Iwan Karniński, gorliwy wyznawca kalwinizmu, założył na swych gruntach folwarcznych – nazywanych wówczas Podchełmie – niewielką papiernię. Papier wyrabiał Grzegorz Cygan, a potem Adam Miarka, który w lutym 1600 r. okradł papiernię i uciekł do Balic. W owym czasie funkcjonował także niewielki młyn wodny na Rudawie oraz kuźnia. Papiernia przestała istnieć w 1643 roku. W 1613 r. wieś zakupił sekretarz królewski Piotr Gołuchowski h. Leliwa. Nowym właścicielem wsi został jego syn, Samuel Gołuchowski, znany z awanturnictwa, który opowiedział się za katolicyzmem. Pod koniec XVII w. właścicielami zostali Korycińscy, w latach 1700–1728 Teofil Pawłowski, a potem Franciszek Ksawery Kochanowski. Od 1762 r. wieś weszła do majątku Antoniego Potockiego, potem do Jana Potockiego, a na końcu do Franciszka Żeleńskiego.
W latach 1815–1846 wieś położona była na terenie Wolnego Miasta Krakowa, potem w zaborze austriackim. W czasie II Rzeczypospolitej wieś należała do powiatu krakowskiego w województwie krakowskim. Od 26 października 1939 do 18 stycznia 1945 Kochanów leżał w Landkreis Krakau, dystrykcie krakowskim w Generalnym Gubernatorstwie.
6 października 1954 Kochanów z dotychczasowej gromady Aleksandrowice ze zniesionej gminy Liszki w powiecie krakowskim wszedł w skład Gromady Zabierzów, a 1 stycznia do reaktywowanej gminy Zabierzów. W latach 1975–1998 miejscowość administracyjnie należała do województwa krakowskiego.

Miejscowość zamieszkują katolicy i Świadkowie Jehowy. W 2015 nadano nazwy ulic: Bukowa, Krótka, Leśna, Lubomirskich, Łąkowa, Polna, Ogrodowa, Słoneczna, Tęczowa, Złota.

## Zabytki
Obiekt wpisany do rejestru zabytków nieruchomych województwa małopolskiego.
- Zespół willi nr 104: willa, oficyna, ogród.

## Przyroda i turystyka
Pomiędzy Kochanowem a Kleszczowem znajduje się Wąwóz Kochanowski. Prowadzi nim stroma droga łącząca te miejscowości (na odcinku ok. 800 m różnica wysokości wynosi prawie 100 m). Na poboczach miejscami skaliste wapienne ściany. Cały teren jest zalesiony (Las Zabierzowski) i wchodzi w skład Tenczyńskiego Parku Krajobrazowego. Wąwóz opada do Rowu Krzeszowickiego, jego dnem spływa potok o głębokim korycie. Droga prowadząca przez wąwóz jest kultowym fragmentem trasy Krakowskiego Maratonu Rowerowego. Nie jest to jednak fragment stały, ponieważ złe warunki atmosferyczne (ulewy) powodują, że droga ta potrafi zamienić się w rwący potok. Znajduje się tu użytek ekologiczny o powierzchni 3,57 ha, chroniący okazy lilii złotogłów, które rosną w otoczeniu skał wapiennych i lasu bukowego. Wzdłuż Lasu Zabierzowskiego ciągnie się ok. 2 km ścieżka spacerowo-rekreacyjna tzw. Kochanowski Deptak przy którym w 2012 zamontowano kilka ławek.